# K・C・ジョーンズ
K・C・ジョーンズ（K.C. Jones, 1932年5月25日 - 2020年12月25日）は、アメリカ合衆国の元バスケットボール選手、指導者。テキサス州テイラー出身。NCAA、オリンピック、NBAファイナルと当時のアメリカバスケ界の主要タイトルを全て制覇した。NBA随一の名門チームであるボストン・セルティックスの重要人物であり、1960年代の伝説的な8連覇時代の主要選手として8回、1980年代黄金期のヘッドコーチとして2回、計10回の優勝を同チームにもたらした。1989年には殿堂入りを果たし、背番号『25』はセルティックスの永久欠番となっている。名前の"K.C."は略称ではなく、これが本名である。

## 生い立ち
鉄道エンジニアの父、ケイシー・ジョーンズ（Casey Jones）の名をとって『K.C.』の名前を与えられたジョーンズは、貧しい幼少時代を過ごし、そして彼が9歳の頃に両親は離婚し、ジョーンズは母に着いてサンフランシスコに移住した。サンフランシスコの商業高校に通ったジョーンズはここでアメリカンフットボールとバスケットボールの選手として頭角を現し、奨学金を獲得してサンフランシスコ大学に進学。ここでジョーンズは生涯の盟友となる、そして当時はまだ無名だったビル・ラッセルと出会った。
ジョーンズとラッセルを擁したサンフランシスコ大学は1955年から1956年にかけて驚異の56連勝を記録し、NCAAトーナメントを連覇した（ただし、ジョーンズは出場資格期限切れにより、1956年のNCAAトーナメントには出場できなかった）。大学卒業後、ジョーンズとラッセルはメルボルン五輪のアメリカ代表に選出され、金メダルを獲得した。

### ジョーンズとラッセル
しばしばバスケットボール史上最高のディフェンダーと評されるラッセルと同様に、ジョーンズも優れたディフェンダーであり、特に1on1でのディフェンスやスティールの技術は高く評価された。2人とも決して優秀なスコアラーではなかったが、このコンビはカレッジバスケ界に旋風を巻き起こし、サンフランシスコ大学の成功はオフェンス偏重の時代にあった当時、ディフェンスの重要性を見直させるものとなった。
生涯の友好を結んだジョーンズとラッセルだが性格は正反対で、社交的なラッセルに対し、ジョーンズは内向的な性格であり、ラッセルの回顧ではジョーンズは最初の一ヶ月は一度も口を開かなかったという。

### NBA入り前
ボストン・セルティックスのヘッドコーチ、レッド・アワーバックは1956年のNBAドラフトでビル・ラッセルを獲得すると共に、2巡目指名でジョーンズを指名するが、しかしジョーンズは兵役に就いたためすぐに入団はしなかった。このシーズン、セルティックスは初優勝を遂げている。
ジョーンズは1958年に除隊するが、セルティックスへの入団はまたもや先延ばしされた。ジョーンズは大学時代は殆どアメフトはプレイしていなかったが、NFLのロサンゼルス・ラムズからドラフト指名を受け、幾つかのエキシビジョンゲームに参加した。しかしこの時足を故障し、ジョーンズはNFLでプレイすることを断念した。
その後ジョーンズはセルティックスのトレーニングキャンプに招かれ、ようやくセルティックスに入団した。

## NBAキャリア
ボストン・セルティックスのバックコートにはボブ・クージーとビル・シャーマンという2人の偉大な選手が居たため、ジョーンズのルーキーイヤーは平均12.4分の出場で3.5得点の成績だった。セルティックスはこの年のファイナルも制覇し、そしていよいよ伝説的な八連覇時代へと突入する。
セルティックスが順調に優勝回数を増やしていく中、1961年にはシャーマンが、1963年にはクージーが引退するとようやくジョーンズは先発に昇格し、王朝のバックコートはK.C.ジョーンズとサム・ジョーンズ、2人のジョーンズに委ねられた。2人の偉大な選手の引退後もセルティックスのバックコート陣は弱体化せず、ディフェンスに優れたK.C.、オフェンスに優れたサムと、バランスのとれた陣容となり、さらに優勝回数を増やしていった。ジョーンズのキャリアハイは1960-61シーズンに記録した平均9.2得点と、成績そのものは決して派手なものではなく、そのためオールスターや個人賞とは無縁だったが、彼のディフェンスはセルティックスにとっては欠かせない武器となり、またオフェンス面でもチームメイトにパスを供給する優秀な司令塔として活躍し、1964-65シーズンに記録した平均6.3アシストはリーグ3位に入った。特にディフェンスでの貢献は顕著で、当時のオスカー・ロバートソンやジェリー・ウェストなど、その時代を代表するスコアラーたちが彼のディフェンスに苦しめられた。もし当時オールディフェンシブチームがあったならば、彼は確実に常連だっただろうと言われている。
1966年にセルティックスは9回目の優勝を果たし、八連覇を達成。ジョーンズも自身の優勝回数を8に伸ばした。34歳となっていたジョーンズはこのシーズンを最後に、現役から引退した。ジョーンズの引退と同時にアワーバックもヘッドコーチから退き、セルティックスの連覇記録はここで途切れることになる。
NBA通算記録は9シーズン676試合の出場で、5,011得点2,908アシスト、平均7.4得点4.3アシストだった。

## コーチキャリア
現役から引退したジョーンズは1967年から1970年までをボストン近郊のブランダイス大学のヘッドコーチとして過ごして後、現役時代の宿敵ロサンゼルス・レイカーズでヘッドコーチを務めるビル・シャーマンの招きにより、アシスタントコーチとしてNBAに戻った。レイカーズは1971-72シーズンに驚異の33連勝を記録し、悲願の優勝を果たしている。
レイカーズを退団したジョーンズはNBAのライバルリーグ、ABAのサンディエゴ・コンキスタドアーズのヘッドコーチに就任。1シーズンだけ指揮し、成績は30勝54敗だった。
1973年からはワシントン・ブレッツのヘッドコーチに就任。就任2年目の1974-75シーズンにはブレッツ（現ウィザーズ）のフランチャイズ記録となる60勝をあげ、プレーオフでは古巣セルティックスを破ってファイナル進出を果たした。アル・アットルスHC率いるゴールデンステート・ウォリアーズとのシリーズは、アメリカメジャースポーツ史上初の黒人ヘッドコーチ同士の決勝となった。ファイナルはレギュラーシーズンの成績で遥かに上回るブレッツの圧勝かに思われたが、ブレッツはまさかの4戦全敗を喫し、優勝は叶わなかった。翌シーズンは48勝34敗と大幅に勝率を落とし、ジョーンズはヘッドコーチから解任された。
その後の7シーズンのうち6シーズンをアシスタントコーチとして過ごしたジョーンズは、1983年からビル・フィッチの後を継いで、第9代セルティックス・ヘッドコーチに就任した。

### セルティックスHC
周囲はジョーンズが単にアワーバックのお気に入りだったためにヘッドコーチに選ばれたと思ったが、選手たちはアワーバックの決定を支持した。激情家として知られたフィッチとは対照的に、穏やかで滅多に怒鳴らないジョーンズを、選手たちは歓迎したのである。
当時のセルティックスはすでに60年代、70年代中盤に続く、第三次とも言える黄金期を迎えており、ラリー・バード、ケビン・マクヘイル、ロバート・パリッシュという史上最強と謳われるフロントラインを擁していた。またジョーンズがヘッドコーチに就任した年にデニス・ジョンソンも加わり、益々充実した陣容となったセルティックスは、このシーズン62勝を記録し、ファイナルでは宿敵レイカーズを破って優勝を果たした。ジョーンズにとっては選手時代とあわせて9回目の優勝となった。
翌1984-85シーズンには63勝、さらに翌1985-86シーズンにはフランチャイズ記録となる67勝を記録。この3シーズンの勝率は78%と驚異的な数字を誇り、これは1990年代後半にシカゴ・ブルズに破られるまでのNBA記録だった。ジョーンズは少なくとも数字上では最も強かった時代のセルティックスを率いたヘッドコーチだった。
67勝を記録した1985-86シーズンにはヘッドコーチとなって2度目の優勝を果たした。ジョーンズは選手兼任だったビル・ラッセルを除けば、複数回優勝したNBA史上初の黒人ヘッドコーチとなった。翌シーズンもセルティックスは59勝の好成績を記録し、さらに翌1987-88シーズンも57勝を記録したが、ジョーンズはこのシーズンをもってセルティックスのヘッドコーチから退いた。
ジョーンズが率いた期間のセルティックスは勝率.751だった。
コーチを辞したジョーンズはその後セルティックスの球団副社長としてアワーバックを補佐した。

### セルティックス退団後
1989年にセルティックスを離れたジョーンズは、シアトル・スーパーソニックスのアシスタントコーチを経て、1990年にソニックスのヘッドコーチに昇格したが、このシーズンはプレーオフには導いたものの41勝41敗と平凡な数字に終わり、翌シーズンも序盤を18勝18敗と成績は横ばい状態となったため、シーズン途中に解任された。
NBAでのコーチ通算成績は10シーズン774試合、552勝306敗、勝率.674。プレーオフ進出はシーズン中に解任されたソニックスを除けば9シーズン全てで果たしており、ファイナル進出は5回、優勝は2回である。
ソニックス退団後はデトロイト・ピストンズのアシスタントコーチを経て、1995年にセルティックスに戻り、80年代セルティックスの選手だったM・L・カーHCの下で2年間アシスタントコーチを務めた。
晩年はアルツハイマー病を患っていた。2020年12月25日、88歳で死去。

## 主な業績
- NCAAトーナメント優勝　1955年, 1956年
- NBAファイナル制覇（選手）　1958年－1966年
- NBAファイナル制覇（コーチ）　1984年, 1986年
- バスケットボール殿堂
- 背番号『25』はボストン・セルティックスの永久欠番

## 個人成績
| †    | NBAチャンピオン |
| 太字 | キャリアハイ    |

### レギュラーシーズン
| Season   | Team   | GP  | MPG  | FG%  | FT%  | RPG | APG | PPG |
| -------- | ------ | --- | ---- | ---- | ---- | --- | --- | --- |
| 1958–59† | BOS    | 49  | 12.4 | .339 | .603 | 2.6 | 1.4 | 3.5 |
| 1959–60† | BOS    | 74  | 17.2 | .408 | .753 | 2.7 | 2.6 | 6.3 |
| 1960–61† | BOS    | 78  | 20.6 | .338 | .664 | 3.6 | 3.2 | 7.6 |
| 1961–62† | BOS    | 80  | 25.7 | .406 | .634 | 3.7 | 4.3 | 9.2 |
| 1962–63† | BOS    | 79  | 24.6 | .389 | .633 | 3.3 | 4.0 | 7.2 |
| 1963–64† | BOS    | 80  | 30.3 | .392 | .524 | 4.7 | 5.1 | 8.2 |
| 1964–65† | BOS    | 78  | 31.2 | .396 | .630 | 4.1 | 5.6 | 8.3 |
| 1965–66† | BOS    | 80  | 33.9 | .388 | .690 | 3.8 | 6.3 | 8.6 |
| 1966–67  | BOS    | 78  | 31.4 | .397 | .630 | 3.1 | 5.0 | 6.2 |
| Career   | Career | 676 | 25.9 | .387 | .647 | 3.5 | 4.3 | 7.4 |

### プレーオフ
| Year   | Team   | GP  | MPG  | FG%  | FT%   | RPG | APG | PPG  |
| ------ | ------ | --- | ---- | ---- | ----- | --- | --- | ---- |
| 1959†  | BOS    | 8   | 9.4  | .250 | 1.000 | 1.5 | 1.3 | 1.9  |
| 1960†  | BOS    | 13  | 17.8 | .338 | .773  | 3.5 | 1.1 | 5.5  |
| 1961†  | BOS    | 9   | 11.4 | .300 | .500  | 2.1 | 1.7 | 2.8  |
| 1962†  | BOS    | 14  | 23.5 | .431 | .717  | 4.0 | 3.9 | 9.0  |
| 1963†  | BOS    | 13  | 19.6 | .297 | .700  | 2.8 | 2.8 | 4.5  |
| 1964†  | BOS    | 10  | 31.2 | .347 | .520  | 3.7 | 6.8 | 6.3  |
| 1965†  | BOS    | 12  | 33.0 | .413 | .778  | 3.3 | 6.2 | 10.1 |
| 1966†  | BOS    | 17  | 31.9 | .413 | .684  | 3.1 | 4.4 | 7.6  |
| 1967   | BOS    | 9   | 28.2 | .320 | .611  | 2.7 | 5.3 | 6.6  |
| Career | Career | 105 | 23.8 | .367 | .691  | 3.0 | 3.8 | 6.4  |

## コーチ戦績

### ABA/NBA
| Team    | Season  | Regular season | Regular season | Regular season | Regular season | Playoffs | Playoffs | Playoffs | Playoffs               | Playoffs                 |
| Team    | Season  | G              | W              | L              | W-L%           | G        | W        | L        | W-L%                   | Results                  |
| ------- | ------- | -------------- | -------------- | -------------- | -------------- | -------- | -------- | -------- | ---------------------- | ------------------------ |
| SDA     | 1972–73 | 84             | 30             | 54             | .357           | 4        | 0        | 4        | .000                   | ディビジョン準決勝敗退   |
| CAP WSB | 1973–74 | 82             | 47             | 35             | .573           | 7        | 3        | 4        | .429                   | カンファレンス準決勝敗退 |
| CAP WSB | 1974–75 | 82             | 60             | 22             | .732           | 17       | 8        | 9        | .471                   | NBAファイナル敗退        |
| CAP WSB | 1975–76 | 82             | 48             | 34             | .585           | 7        | 3        | 4        | .429                   | カンファレンス準決勝敗退 |
| BOS     |         |                |                |                |                |          |          |          |                        |                          |
| 1983–84 | 82      | 62             | 20             | .756           | 23             | 15       | 8        | .652     | NBAチャンピオン        |                          |
| 1984–85 | 82      | 63             | 19             | .768           | 21             | 13       | 8        | .619     | NBAファイナル敗退      |                          |
| 1985–86 | 82      | 67             | 15             | .817           | 18             | 15       | 3        | .833     | NBAチャンピオン        |                          |
| 1986–87 | 82      | 59             | 23             | .720           | 23             | 13       | 10       | .565     | NBAファイナル敗退      |                          |
| 1987–88 | 82      | 57             | 25             | .695           | 17             | 9        | 8        | .529     | カンファレンス決勝敗退 |                          |
| SEA     | 1990–91 | 82             | 41             | 41             | .500           | 5        | 2        | 3        | .400                   | 1回戦敗退                |
| SEA     | 1991–92 | 36             | 18             | 18             | .500           | —        | —        | —        | —                      | —                        |
| Career  | Career  | 858            | 552            | 306            | .643           | 142      | 81       | 61       | .570                   |                          |